# Джемаль, Аммар
Аммар Джемаль (араб. عمار الجمل‎; род. 20 апреля 1987, Сус) — тунисский футболист, защитник.

## Клубная карьера
Во взрослом футболе дебютировал в 2007 году за клуб «Этуаль дю Сахель», в котором провёл три сезона, сыграв 59 матчей в чемпионате Туниса.
7 мая 2010 года Джемаль перешёл в швейцарский «Янг Бойз», подписав трёхлетний контракт. 17 августа 2010 года Джемаль сыграл в матче раунда плей-офф Лиги чемпионов против «Тоттенхэма» из-за травмы основного центрального защитника Эмилиано Дудара. Джемаль также сыграл семь матчей в Лиге Европы в сезоне 2010/11 и забил один гол. Сыграл за бернскую команду один сезон. Большинство времени, проведенного в составе «Янг Бойз», был основным игроком защиты команды.
30 августа 2011 года Джемаль на условиях аренды присоединился в состав немецкого «Кёльна». 17 сентября 2011 года он дебютировал за клуб в матче против «Байера». 7 апреля 2012 года он забил свой первый гол за «Кёльн» в ворота «Вердера».
В конце августа 2012 года он присоединился в цвета французского клуба «Аяччо».
В 2013 году вернулся на родину, где присоединился к клубу «Клуб Африкэн». Сыграл за команду из столицы Туниса 8 матчей в национальном чемпионате.
В августе 2014 года вернулся в свой родной клуб «Этуаль дю Сахель», за которой выступал с 2007 по 2010 год.
10 июля 2017 года он подписал контракт с клубом из Катара «Аль-Араби».
В 2018 во второй раз вернулся в клуб «Этуаль дю Сахель».
В сентябре 2020 года, он вернулся в Саудовскую Аравию, подписав контракт на один сезон с клубом «Аль-Сахель», который играет в 3-м дивизионе.

## Выступления за сборную
11 февраля 2009 года дебютировал в официальных матчах в составе национальной сборной Туниса в товарищеском матче против Нидерландов. Всего провёл в форме главной команды страны 31 матч, забив 6 голов.
В составе сборной был участником Кубка африканских наций 2010 в Анголе, а также Кубка африканских наций 2012 в Габоне и Экваториальной Гвинеи, на которых в общей сложности сыграл 5 матчей.